# ۴٬۲٬۱-تری‌کلروبنزن
۴،۲،۱-تری‌کلروبنزن (به انگلیسی: 1,2,4-Trichlorobenzene) با فرمول شیمیایی C۶H۳Cl۳ یک ترکیب شیمیایی با شناسه پاب‌کم ۱۳ است. که جرم مولی آن ۱۸۱٫۴۵ g/mol می‌باشد. شکل ظاهری این ترکیب، مایع بی‌رنگ و خوردن آن ضرری ندارد .